# Eim Hazeva
Eim Hazeva (em hebraico: עין חצבה) é um sítio arqueológico no norte do vale Arava, a 40 quilômetros ao sul do Mar Morto em Israel. Nos tempos antigos, o local ficava ao sul do Reino de Judá. O local foi ocupado na Idade do Ferro entre o século X a.C. e VI a.C. 500 anos depois, os nabateus estabeleceram uma caravançarai no local, então os romanos construíram um grande forte lá, parte das limes responsáveis por proteger as fronteiras do império. O local ocupa uma importante encruzilhada comercial entre o Mar Mediterrâneo, Mar Vermelho e Arábia. Esta situação explica a presença dos dois fortes da Judeia e do forte romano. Nas proximidades, existem fontes de água abundantes. Yohanan Aharoni identifica Eim Hazeva com a cidade bíblica de Tamar. A base para esta identificação é uma comparação das descrições de fronteiras de Canaã, em Números 34:3-6; Josué 15:1-4; e Ezequiel 47:19; 48:28.